# Dipteryx rosea
Dipteryx rosea är en ärtväxtart som beskrevs av George Bentham. Dipteryx rosea ingår i släktet Dipteryx och familjen ärtväxter. IUCN kategoriserar arten globalt som sårbar. Inga underarter finns listade i Catalogue of Life.